# 山田朱織
山田 朱織（やまだ しゅおり）は、16号整形外科（神奈川県相模原市）院長、医学博士、株式会社山田朱織枕研究所代表取締役。

## 略歴・人物
父は整形外科の開業医。1989年東京女子医科大学医学部卒業。東京女子医科大学病院整形外科教室、附属第2病院（現・東京女子医科大学東医療センター）、亀田総合病院（千葉県鴨川市）、成瀬整形外科（東京都町田市）を経て現職。2000年より昭和大学第1解剖にて嗅覚の脳高次機能のMRI研究を行い、同大学位取得。2002年より整形外科の診察として特殊外来「枕外来」の開設。2003年医学博士取得。同年3年に睡眠姿勢の研究およびオーダーメイド枕の整形外科枕開発のため、山田朱織枕研究所設立。その後2014年にはオーダーメイドベッドのMAKURAinBEDの販売を開始。同時に、大学工学部、医学部と共同研究し、頚椎疾患、姿勢異常（円背）、関節リウマチ、睡眠時無呼吸症候群など特殊疾患の睡眠姿勢、枕、睡眠の基礎・臨床研究を行ってきた。全国の整形外科医と共同研究ネットワーク”睡眠姿勢研究会”を立ち上げて活動中。

## 役職
- 16号整形外科[2]院長、医学博士
- （株）山田朱織枕研究所代表取締役
- マクラ・エバンジェリスト
- 昭和大学医学部第1解剖学兼任講師
- 東京女子医科大学東医療センター 女性外来講師

日本整形外科学会専門医、日本運動器疼痛学会暫定代議員、日本脊椎脊髄病学会会員、日本腰痛学会会員、日本睡眠学会会員。

## 主な診察・診療内容／特殊外来[3]
整形外科診療、特殊外来（枕外来）、装具外来、検査部門、リハビリテーション部門

## 研究経歴
1. 股関節疾患のMRI画像診断を用いた定量的解析研究（H9-H11）
2. 摂食調節のニューロンネットワークに関する機能形態学的研究（H11-H15）
3. Functional MRIを用いた, 匂い刺激に対するラット脳応答部位の研究（H12-H15）
4. 脊椎疾患に対する枕調節の臨床研究およびＭＲＩ画像診断研究（H15-H21）
5. 寝返り動作のモーションキャプチャによる最適枕高の解析研究（H21-H23）
6. 人の至適睡眠姿勢のX-P、MRIおよび動作解析（H23-H26）

### 主要論文、研究発表等
1. 山田朱織、古府照男、勝呂徹：頚椎病変を有する関節リウマチに対する睡眠中の枕調節法.東日本整形災害外科学会誌　18:460－465. 2006
2. 山田朱織、山口泰成、勝呂徹：円背者における枕の高さ調節による睡眠・頚椎症状改善の評価　東日本整形災害外科学会誌　18:466－471. 2006.
3. 山田朱織、勝呂徹：枕調節による肩こり治療.リウマチ科.38(1):64－70,2007.
4. 山田朱織、勝呂徹、星徹ほか“枕調節の意義を寝返りの4D解析から考える ―仮想体軸の可視化―”、第83回日本整形外科学会学術総会発表(2010.5.)
5. 石澤利晃、関口暁宣、山田朱織、星徹ほか、“枕高さ調整のための寝返り動作解析”、計測自動制御学会システムインテグレーション部門講演（2010.12.）
6. 山田朱織、勝呂徹：枕調節による肩こり治療.リウマチ科.38(1):64－70,2007.
7. 山田朱織、 勝呂徹：肩こりと枕　Modern Physician Vol.30 No.2 2010-2
8. 山田朱織、勝呂徹：肩こり・痛みの予防治療のための寝具指導　実践肩こり・痛みの診かた治しかた 9:133-141,2008
9. 山田朱織、頸の姿勢異常と枕 脊椎脊髄21(21):1233-1240, 2008
10. 山田朱織、整形外科臨床における枕調節の意義　臨床整形外科 Vol.46 No.9,852-858,2011
11. 山田朱織・星徹、臥位姿勢における矢状面脊椎骨盤アライメント　Journal of Spine Research Vol.5 No.6,944-950,2014

## 著書
- 「枕革命 〜 一晩で体が変わる、肩こり・頭痛・腰痛・うつが治った」（講談社+α新書）
- 「医療従事者のためのアロマセラピーハンドブック」（メディカ出版）共著
- 「効果テキメン！アロマ大百科」（愛知出版）共著
- 「臨床で使うメディカル･アロマセラピー」（メディカ出版）共著
- 「病は寝ている間に治す！」（学研ホールディングス）
- 『魔法の枕』健康法(主婦と生活社出版)
- 「枕革命」ひと晩で体が変わるー　頭痛・肩こり・腰痛・うつが治る(台湾版)(晨星出版)
- 「枕革命」ひと晩で体が変わるー　頭痛・肩こり・腰痛・うつが治る(韓国版)(위즈덤스타일)
- 「頭痛・肩こり・腰痛・うつが治る「枕革命」」（講談社プラスアルファ文庫）
- 「1日10秒から始める骨格メンテナンス　ネックササイズ」（ワニブックス）
- 「頸椎症、首こり、肩こりに! 山田朱織のオリジナル首枕―人気整形外科医が開発!」（主婦の友社）
- 「1日10秒から始める骨格メンテナンス　ネックササイズ」(台湾版)（城邦文化事業股份有限公司原水文化出版社）
- 「腰痛、猫背、坐骨神経痛に！山田朱織のオリジナル腰枕!―人気整形外科医が開発!」（主婦の友社）
- 「首こりは3秒で治る!」（フォレスト出版）
- 「睡眠姿勢首姿勢を正す！体操de快眠」（ベースボール・マガジン社）
- 「睡眠姿勢革命　MAKURAinBEDがヒトの一生を変える」（日本評論社）
- 「枕を変えると健康になる!」（あさ出版）
- 「タオル首枕でコリをとる!」（主婦と生活社）
- 「頸椎症、首こり、肩こりに! 山田朱織のオリジナル首枕 Plus」（主婦の友社）
- 「首姿勢を変えると痛みが消える」（フォレスト出版）
- 「頸椎症、首こり、肩こりに！　山田朱織のオリジナル首枕　ネイビー」（主婦の友社）
- 「頸椎症、首こり、肩こりに！　山田朱織のオリジナル首枕　ボルドー」（主婦の友社）
- 「整形外科医 山田朱織の枕 Doctor's Pillow」（主婦の友社）